# Trollhättans Aikidoklubb
Trollhättans Aikidoklubb tränade Aikido i Granngårdens Centrum, Lextorp, Trollhättan. Träning bedrevs för vuxna, tonåringar och barn de flesta av veckans dagar.
Ronny Irekvist 6 dan grundade klubben 1981. När han återgick till Göteborgs Aikidoklubb 2012 övertog Sative Nadler 2 dan uppdraget som huvudtränare. Ett par år senare lades klubben ner. 

Trollhättans Aikidoklubb ingick i ett nätverk för traditionell aikido i Skandinavien - Takemusu Aikido Scandinavia.